# Dampfbremse

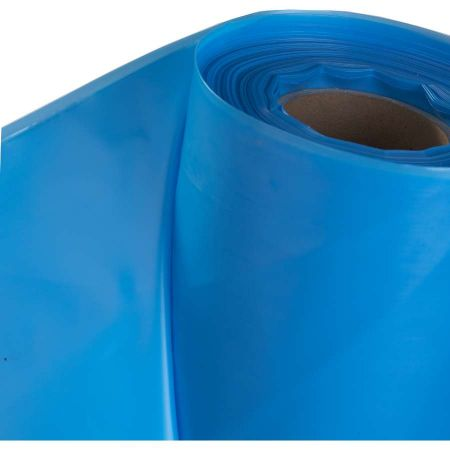
Dampfbremsfolie auf einer Rolle

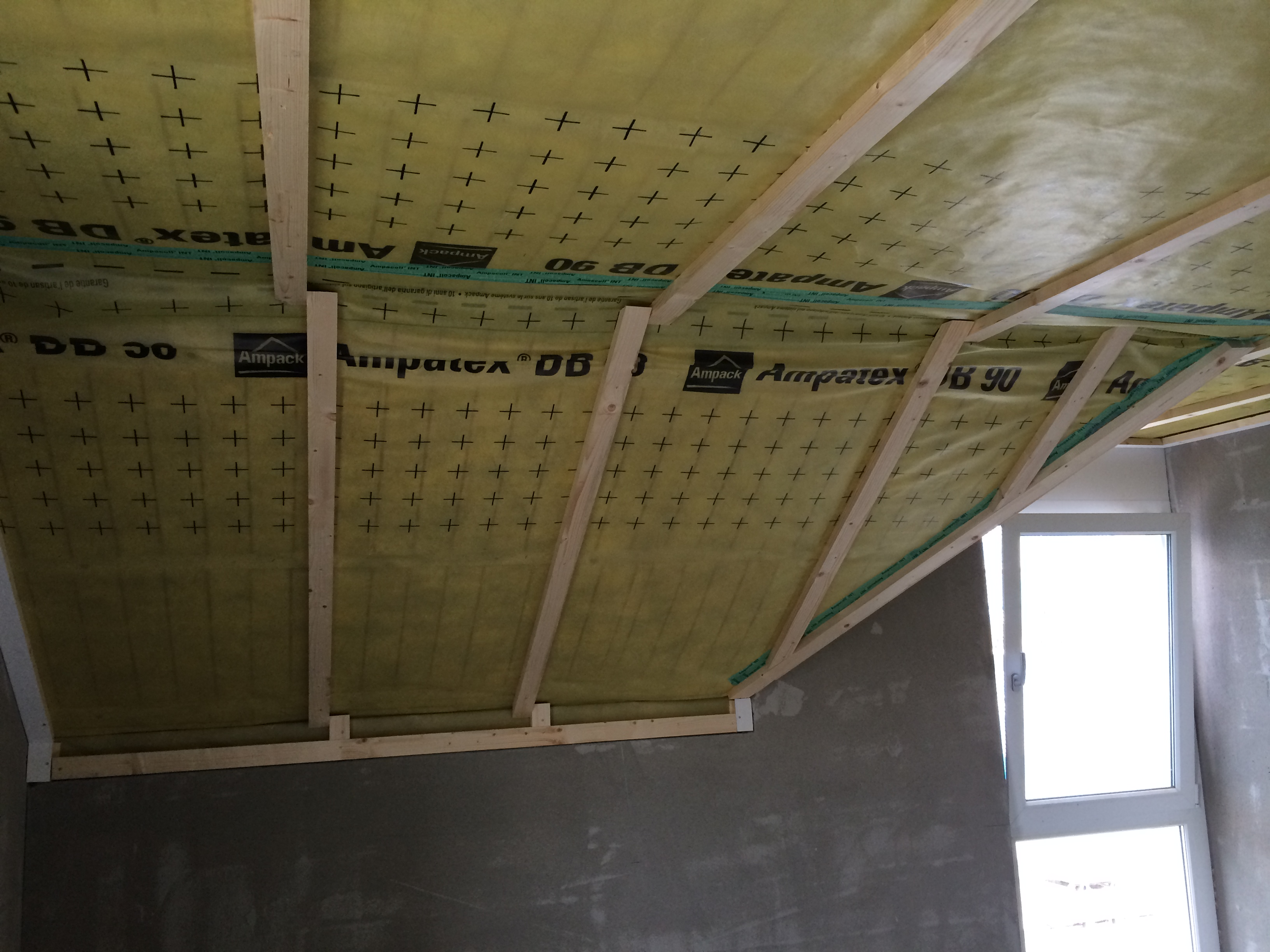
Verlegte Dampfbremse

Eine Dampfbremse ist eine flächig zusammenhängende Schicht mit einem definierten Wasserdampfdiffusionswiderstand, welche die Diffusion von dampfförmigem Wasser aus Luft in ein Bauteil vermindert. Die meisten Dampfbremsen können auch den Durchtritt von flüssigem Wasser verhindern oder verlangsamen.
Im Bauwesen sollen Dampfbremsen verhindern, dass sich innerhalb von Wänden und Decken Kondenswasser bildet, was bei unzureichender Abtrocknung zu Feuchteschäden wie Schimmelbefall führen kann.
Traditionelle massiv gemauerte Wände aus mineralischen Baustoffen konnten an der Wandoberfläche oder innerhalb der Wand kondensierende Feuchtigkeit absorbieren und später wieder nach außen abführen.
Bei heutigen mehrschaligen Wandkonstruktionen mit zwischenliegenden Luft- oder Dämmschichten kann es zur Akkumulation größerer Feuchtigkeitsmengen kommen, zumal Werkstoffübergänge ebenso wie Kunststoffe häufig die kapillare Abfuhr des Wassers verhindern. Da im Trockenbau und vielen anderen Arten des Wandaufbaus eine ausreichende, durchgängige Kapillarität kaum herzustellen ist, werden Dampfbremsen vorgesehen, um den Eintritt von Feuchtigkeit in das Bauteil zu beschränken.
In gemäßigten und kalten Breiten muss der Zutritt des Wasserdampfs von der Innenseite der Außenwände her verhindert werden. Bei den für tropisches Klima charakteristischen feucht-heißen Wetterlagen wird der Wasserdampf hingegen eher von der Außenseite in die Wand eindringen. An ungedämmtem Kellermauerwerk tritt Kondensation auf, wenn feucht-warme Luft in den Keller gelangt.
Eine Dampfbremse kann zugleich die Aufgabe der Luftdichtheitsschicht übernehmen.
In manchen Fällen ist ein zuverlässig luftdichter Einbau einer Dampfbremse nicht möglich. Bei besonders gefährdeten Wand- und Deckenaufbauten kann durch eine Unterdrucklüftung ein zusätzlicher Schutz erreicht werden.

## Feuchteschutztechnische Bemessungswerte
Die Einstufung eines Baustoffes als Dampfbremse wird definiert durch seine wasserdampfdiffusionsäquivalente Luftschichtdicke {\displaystyle s_{\mathrm {d} }}. Sie berücksichtigt auch die tatsächliche Stärke des Bauteils {\displaystyle s} und nicht nur die Materialeigenschaft wie die dimensionslose Wasserdampfdiffusionswiderstandszahl {\displaystyle \mu }. Berechnet wird sie zu {\displaystyle s_{\mathrm {d} }=\mu \cdot s}.
In Deutschland werden Bauteilschichten nach DIN 4108-3 (10/2018) als diffusionsoffen, -bremsend, -hemmend, -sperrend und -dicht definiert. Im Sprachgebrauch beziehungsweise der Baupraxis wird zudem zwischen Dampfbremsen und Dampfsperren unterschieden.
| sd-Wert             | Grad der Dichtheit |
| ------------------- | ------------------ |
| sd ≤ 0,5 m          | diffusionsoffen    |
| 0,5 m < sd ≤ 10 m   | diffusionsbremsend |
| 10 m < sd ≤ 100 m   | diffusionshemmend  |
| 100 m < sd ≤ 1500 m | diffusionssperrend |
| sd ≥ 1500 m         | diffusionsdicht    |

### Dampfsperre
Dampfsperren sind mit einem sd-Wert von über 1500 m praktisch völlig dampfdiffusionsdichte Schichten.
Der Begriff Dampfsperre wird teilweise synonym zur Dampfbremse genutzt. Im strengen Sinne sind nur Metalle und Glas völlige Dampfsperren.
Im Baubereich werden einseitig oder beidseitig mit Alufolie kaschierte Hartschaumplatten sowie Mineral- beziehungsweise Glasfaserdämmung angeboten, um eine Durchfeuchtung des Dämmstoffs vom Gebäudeinneren her zu verhindern. Problematisch ist, dass Wasser durch jede kleine Verletzung der dünnen Folie eindringen, aber anschließend durch die Sperrschicht im Grunde nicht wieder nach innen verdunsten kann, wenn die Verdunstung nach außen ebenfalls durch sperrende Schichten verhindert wird, wie es zum Beispiel in nicht belüfteten Flachdächern der Fall ist.

## Material
Einfache Dampfbremsen bestehen meist aus dickeren Kunststofffolien, oft Polyethylen-Folien. Diese hat bei einer Dicke von 0,1 mm (0,0001 m) und einer Wasserdampfdiffusionswiderstandszahl (µ) von 100.000 demnach eine Sperrwirkung wie 10 m Luft. Aluminiumfolie weist bei einer Dicke von 0,05 mm einen sd-Wert von 1500 m auf. Das ist ein 300fach größerer Wert im Vergleich zu einer gleichdicken Polyethylen-Folie.
Aber auch andere Materialien (zum Beispiel PVC-Folien oder Holzplatten) können je nach Wasserdampfdiffusionswiderstand, verwendeter Materialdicke und Dampfoffenheit als Dampfbremse dienen.

## Bauphysikalische Funktion
Im Winter kann die beheizte Innenraumluft bewohnter Räume mehr Feuchtigkeit aufnehmen als die kalte Außenluft, was zu einem höheren Wasserdampfpartialdruck in der warmen Raumluft führt. In dieser Situation diffundiert Wasserdampf durch die Außenwände oder Dachausbauten von innen (hoher Partialdruck) nach außen (niedriger Partialdruck), weil Konzentrations- oder Druckgefälle stets den Ausgleich suchen. In Bauteilen wird das eindiffundierte dampfförmige Wasser aufgrund des geringeren Wasserdampfaufnahmevermögens kalter Luft, also wegen des Taupunkts innerhalb der Wand, an dieser Stelle auskondensieren und dort Feuchteschäden oder gar Frostsprengungen verursachen.
Die Kondensation oder Vernässung findet also an jenem Punkt des Wandquerschnitts (in der Wand an einer flächigen Front) statt, wo die Taupunkte unterschritten werden. Sofern eine Dämmschicht vorhanden ist, findet die Kondensation im äußeren Bereich des Dämmstoffs an dessen kälterer Seite statt. Zur Vermeidung solchen Kondensats kann die Gebäudehülle an der Innenseite generell eher dampfdicht ausgeführt und von innen nach außen immer diffusionsoffener werden. Dampfbremsen werden daher in der Regel raumseitig, also an der beheizten Seite der Wärmedämmschicht angeordnet.
Dabei ist zu beachten, dass Wärmedämmverbundsysteme an der Fassade nachts oft schnell unter den Taupunkt der Außenluft auskühlen, so dass sich dort Tauwasser bildet. Meist ist der verwendete Edelputz relativ diffusions- und kapillardicht. Der Tau verbleibt dann an Ort und Stelle und kann im Laufe der Zeit ein Algenwachstum auf der Fassade begünstigen.
Da damit gerechnet werden sollte, dass durch unplanmäßige Durchfeuchtung oder kleine Beschädigungen der Dampfbremse mehr Wasser(dampf) in die Dämmung eintritt, als vorgesehen, soll dieser durch die wasserdampfdiffusionsoffenen äußeren Schichten des Bauteils ausdiffundieren können. In einem Warmdach etwa verwendet man darum heute diffusionsoffene Unterspann- bzw. Unterdeckbahnen. Als Faustregel sollten die luftdichten Schichten auf der kalten Seite des Bauwerks etwa sechs Mal so wasserdampfdiffusionsoffen sein wie die Schichten auf der Innenseite.
Beim Bauen in südlichen Breitengraden ist zu beachten, dass bei feuchtheißem Klima sowie bei dauerhaft durch eine Klimaanlage abgekühlten Räumen der Dampfstrom auch von außen nach innen gerichtet sein kann.
Bei Flachdächern (zum Beispiel nichtbelüftete „Warmdächer“ mit Unter- oder Zwischensparrendämmung) ist das Prinzip „außen diffusionsoffener als innen“ nicht umsetzbar, weil die Materialien der äußere Dachabdichtung, zum Beispiel Bitumen-Schweißbahn oder Blech, oft vollkommen diffusionsdicht sind. Dringt in einen solchen nicht belüfteten und beidseitig eingekapselten Dachaufbau durch Fehlstellen in der Dampfbremse Wasser ein oder wird die Wärmedämmung in nicht völlig trockenen Zustand eingebaut, so kann dieses die Konstruktion nicht mehr selbsttätig verlassen und müsste durch technische Trocknung entfernt werden.
Es ist in der Regel nicht dauerhaft auszuschließen, dass nach und nach geringe Mengen Feuchtigkeit durch die Dampfsperre gelangen und sich in der Dämmschicht akkumulieren oder an der Unterseite des Dachhaut ansammeln. Die feucht-warme Luft findet häufig einen Weg durch kleine Fehlstellen an Durchdringungen der Dampfsperrschicht, wie beispielsweise an Leitungs-Durchführungen, rissigen Holzstielen, undichten Anschlussstellen, sowie durch die angrenzenden Wände über „Flankendiffusion“.
Eine Dampfsperre an der Warmseite von nicht-belüfteten Flachdächern wurde im Oktober 2008 vom „Informationsdienst Holz“ als nicht mehr dem Stand der Technik entsprechend eingestuft. Die DIN 4108-3:2017-09 setzt für Bauteile, für die kein Nachweis nach dem Glaser-Verfahren durchgeführt werden muss, äquivalente Luftschichtdicken der Dampfbremsen in Abhängigkeit zu den Luftschichtdicken der äußeren diffusionshemmenden Schichten fest. Es wird gefordert, dass bei Dächern und Außenwänden eine maximale flächenbezogene Tauwassermenge von 1,0 kg/m² nicht überschritten wird sowie dass Holzwerkstoffe nur bis zu einer zulässigen Materialfeuchte verbaut werden dürfen. Die DIN 68800-2 zum Holzschutz setzt eine Trockenreserve von mehr als 250 g/m² zur Berücksichtigung des konvektiven Feuchteeintrags voraus. Das Merkblatt Wärmeschutz bei Dach und Wand des Deutschen Dachdeckerhandwerks empfiehlt bei einer äquivalenten Luftschichtdicke der äußeren Dachabdichtung von sd,e > 2,0 m auf den Verbau von gegen Feuchteeinwirkung nicht langfristig dauerhaften Baustoffen wie Holz zu verzichten.
Wenn der eingedrungene Dampf an der kältesten Stelle in der Dämmschicht zu Wasser kondensiert, kann es regelrecht zur Bildung von Kondenswasserpfützen kommen. Nichtbelüftete Flachdächer mit Mineralwolldämmung zwischen den Sparren und unterseitiger Dampfsperre sind langfristig immer durch die stetig in kleinen Mengen eindringende Feuchtigkeit gefährdet.

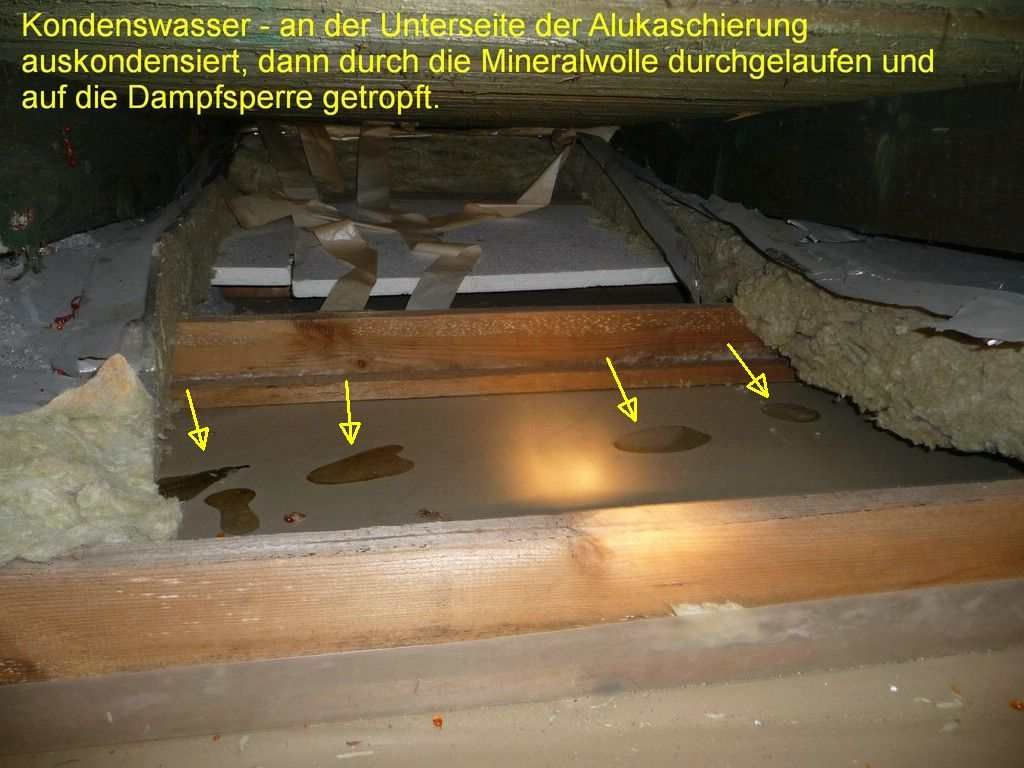
Kondenswasserpfützen auf der Dampfsperre eines Flachdachs

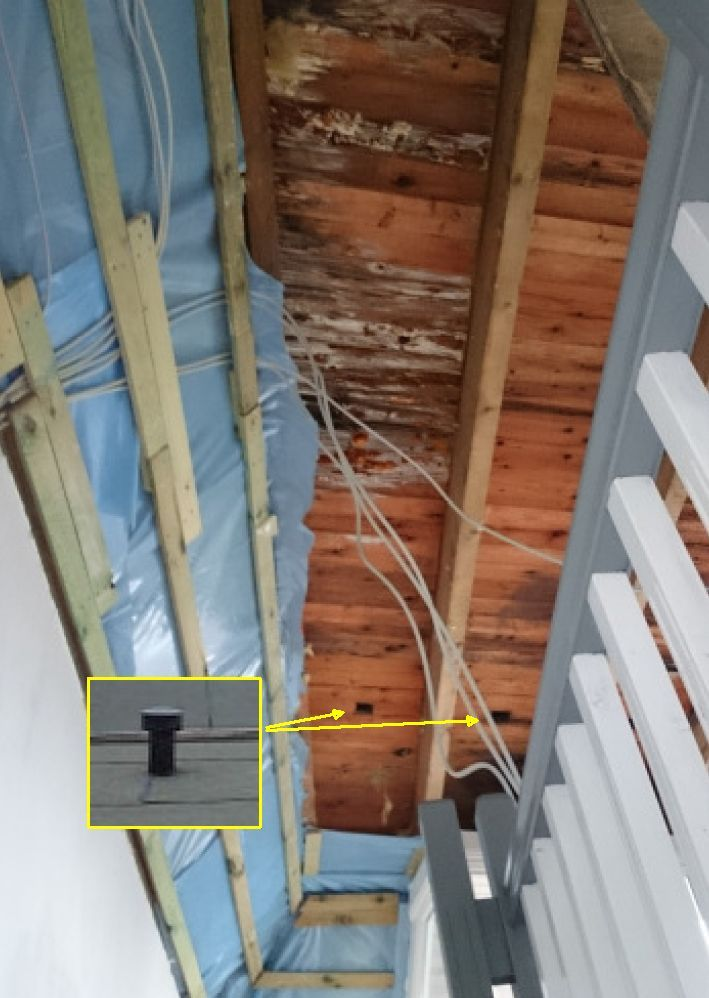
Feuchteschaden eines nach oben und unten dampfdichten Dachs; die oberseitig installierten Lüfterpilze konnten keine ausreichende Unterlüftung herstellen und hatten daher nur eine sehr begrenzte Reichweite

Ein Artikel auf Bau.net benennt lediglich zwei Anwendungsfälle, in denen unter Umständen eine Dampfsperre sinnvoll eingesetzt werden könnte:
- an der Innenseite von gedämmten Dächern
- an der Innenseite von Kellerwänden, die mit einer Innendämmung versehen sind

In der Literatur werden jedoch auch Anwendungen von Dampfbremsen im Aufbau von Außenwänden (bei Verwendung von dampfdichten Außenverkleidungen oder fehlender Hinterlüftung) oder zum Schutz von Estrichen auf jungem Beton beschrieben.

### Alternativen zur klassischen Dampfbremse
Eine seit den 1990er Jahren erprobte Alternative ist die Verwendung von sorptiven und kapillaraktiven Dämmstoffen, wie Zelluloseflocken oder Calciumsilikatplatten, in Kombination mit einer feuchtevariablen Dampfbremse. Sorptive (saugfähige) Dämmstoffe können eingedrungene Feuchtigkeit zwischenspeichern und verteilen, die feuchtevariable Dampfbremse sorgt für eine Rücktrocknung in Zeiten, in denen die Porenluftfeuchtigkeit zwischen den Dämmfasern die Luftfeuchte im beheizten Innenraum übersteigt.
Eine weitere Alternative zur Zwischensparrendämmung ist das Umkehrdach, bei welchem die Dachabdichtung unterhalb der Wärmedämmung angebracht wird und somit zugleich die Funktion der Dampfbremse übernehmen kann. Diese unter der Dämmung liegende, zweite Abdichtungsebene ist gegen UV-Licht, mechanische Beschädigungen und Temperaturschwankungen gut geschützt und dadurch sehr langlebig. Auf der Dampfsperre / Abdichtungslage liegt eine Dämmlage aus wasserbeständigen, verrottungsfesten Materialien, wie zum Beispiel geschlossenzelliges XPS (extrudierter Polystyrol-Hartschaum), die entweder planmäßig mit der Feuchtigkeit aus Niederschlägen in Kontakt steht, oder deren Befeuchtung zumindest in Kauf genommen werden kann, die aber im Interesse eines besseren Wärmewiderstandes mit einer weiteren Abdichtung geschützt ist. Zudem kann die Ausführung einer solchen zusätzlichen Schutzschicht, zum Beispiel die Aufbringung einer Kiesschicht auf der Wärmedämmung, in bauaufsichtlichen Zulassungen verpflichtend gefordert werden. Wird diese äußere Abdichtung durch Beschädigung oder Alterung undicht, so hat dies lediglich eine geringfügige Verschlechterung des Wärmewiderstandes zur Folge.
Bei Flachdächern ist oft die Aufbauhöhe des Daches begrenzt. Manche Bauordnungen fordern eine Raumhöhe von 2,40 m, während zugleich das Dach begrünt oder eine Dachterrasse eingerichtet werden soll, obwohl die Abstandsflächenregelungen oft verhindern, das Dach zu erhöhen. Die Kombination von Aufdach- und Zwischensparrendämmung ist dann oft eine naheliegende Lösung, die selbst für die feuchtetechnisch besonders anspruchsvollen Gründächer zugelassen ist.

### Rücktrocknung

#### Feuchtevariable Dampfbremse
Planmäßig im Wand- oder Dachaufbau entstehendes Kondensat oder aufgrund von Bauschäden unplanmäßig auftretende Feuchtigkeit sollte jederzeit in ausreichendem Maß nach außen abgeführt werden können, um an der Außenhaut des Gebäudes zu verdunsten.
In der Regel ist hierfür ein nach außen hin sinkender Diffusionswiderstand der einzelnen Bauteilschichten vorgesehen. Im Sommer kann es jedoch durch die hohen Temperaturen der Außenluft zu einer Wasserdampfdiffusion mit einem Druckgefälle von außen nach innen kommen (Umkehrdiffusion). In diesem Fall wäre eine auf der Innenseite des Bauteils liegende Dampfbremse ungünstig, da es an der Grenzschicht zur diffusionsoffeneren Wärmedämmung zu einem Aufstauen des Wasserdampfes kommen kann, die zu einer Erhöhung der dort herrschenden relativen Luftfeuchte führt. Steigt diese weiter an, kann dies den für das Bauteil möglicherweise schädlichen Ausfall von Tauwasser als Folge haben.
In diesem Fall kann der Einsatz einer feuchtevariablen Dampfbremse vorteilhaft sein.
Im Handel werden diese auch als feuchteadaptive oder intelligente Dampfbremsen sowie Klimamembranen  bezeichnet. Ihr sd-Wert variiert mit den herrschenden Feuchten und deren Aufnahme durch die Kunststoffschicht. So wirkt die feuchteadaptive Dampfbremse im Winter bei einem Wasserdampfdruck von innen nach außen wie eine handelsübliche Dampfbremse mit hohem Diffusionswiderstand. Im Sommer, bei einem Diffusionsstrom von außen nach innen, kann sie diesen jedoch durch die Aufnahme der anstehenden Feuchtigkeit verringern. Dadurch wird der Wasserdampfstrom also nicht im üblichen Maße behindert, sondern kann auch nach innen in die Raumluft abgeleitet werden.
Die Verwendung feuchteadaptiver Dampfbremsen empfiehlt sich besonders bei ausgebauten Dächern. Sie können aber auch bei Innendämmungen von Außenwänden zum Einsatz kommen.
Spezielle, feuchtevariable Dampfbremsen sind erst seit einigen Jahren verfügbar. Die Kenntnis der Einsatzbedingungen und -grenzen ist noch relativ beschränkt.
Auch Holz sowie alle traditionellen mineralischen Baustoffe haben einen feuchtevariablen Diffusionswiderstand, der jedoch weniger ausgeprägt ist, als bei speziellen feuchteadaptiven Dampfbremsbahnen.
Im Gegensatz zu diesen Baustoffen können Dampfbremsbahnen anliegende Feuchtigkeit aber meist nicht kapillar abführen, so dass aus bauphysikalischer Sicht Konstruktionen mit traditionellen Baustoffen in vielen Fällen der Vorzug zu geben ist. Jedoch gibt es auch kapillaraktive Dampfbremsen, wie beispielsweise polymerbeschichtete Vliese, die Feuchtigkeit aufnehmen und zu einem späteren Zeitpunkt wieder an die Raumluft abgeben können.
Der Dampfdiffusionswiderstand von innenseitig aufgetragenem Putzmörtel lässt sich beispielsweise steuern, indem der Kunstharzanteil gezielt erhöht wird.
Beim Einsatz von Holzwerkstoffplatten als Dampfbremse ist zu beachten, dass Dampfdiffusionswiderstand und Kapillarität stark von eingesetzter Menge und Art des Werkstoffs abhängen. Besonders von OSB-Platten sind nicht in jedem Fall bessere Eigenschaften als von Dampfbremsbahnen zu erwarten. Jedoch ist die Gefahr einer versehentlichen Perforation der Platten geringer.

#### Kapillartransport
Neben der Wasserdampfdiffusion und einer Sorption, kann es in Baustoffen zu einem Kapillartransport kommen. Grundsätzlich sind fast alle mineralischen Baustoffe (außer Mineralwolle) ebenso wie Holz- und Naturwerkstoffe zum Kapillartransport in der Lage, so dass sie nach einer Feuchtigkeitsbelastung zügig austrocknen können.
Wasserdampf kann durch offenporige Baustoffe wie Mineralwolle hindurch diffundieren. Ebenso kann Mineralwolle flüssiges Wasser adsorptiv binden. Befindet sich jedoch aufgrund eines falschen Wandaufbaus oder einer mangelhaft installierten Dampfbremsfolie eine größere Menge flüssigen Wassers im Dämmstoff, so kann es lange dauern, bis dieser wieder ausgetrocknet ist. Denn Kapillartransport findet in Materialien wie Mineralwolle und Polystyrol (Styropor) kaum statt und die Verdunstung aus dem Dämmstoff wird meist von den umgebenden Bauteilschichten behindert.
Da beim Kapillartransport deutlich größere Feuchtigkeitsmengen bewegt werden, als bei der Wasserdampf-Diffusion, ist insbesondere bei bauphysikalisch kritischen Wand- und Dachkonstruktionen die Verwendung von kapillaraktiven (also saugfähigen) Materialien in Kombination mit einer feuchtevariablen Dampfbremse wichtig, um eventuell lokal in der Dämmschicht entstehendes Kondenswasser auseinanderzuziehen, dadurch die Feuchtekonzentration zu verringern und die Rücktrocknungsfläche zu vergrößern, und die Rücktrocknung sowohl durch die Dampfbremse als auch durch die diffusionsoffene Unterspannbahn zu ermöglichen.
Bei konsequenter Verwendung von mineralischen Materialien und Naturbaustoffen kann auf die strenge Einhaltung der Regel, dass der Diffusionswiderstand der inneren Bauteilschichten deutlich über derjenigen der äußeren Schichten liegen soll, verzichtet werden. Wenn bestimmte Bedingungen (zum Beispiel hohe Kapillaraktivität) erfüllt werden, ist es trotz der zu erwartenden Tauwasserbildung auch bei einer Innendämmung möglich, auf eine Dampfbremse zu verzichten.
Bei Verwendung von mineralischen Baustoffen, Holz und Naturfasern und gleichzeitigem Verzicht auf kapillarbrechende, wasser- und dampfdichte Schichten in Decken und Wänden lassen sich die Folgen von Wasserschäden gewöhnlich auf ein Minimum reduzieren.
In historischen Gebäuden ließen sich Nässeschaden rasch anhand von Wasserflecken an Decken oder Wänden feststellen. Die vom Baukörper aufgenommene Feuchtigkeit verdunstete nach der Beseitigung der Ursache in der Regel, bevor gravierende Schäden an der Bausubstanz entstanden.
Heute werden in Gebäuden häufig sperrenden Schichten wie Folien oder Kunstharzbeschichtungen eingesetzt, welche die Abführung und Verdunstung des Wassers verhindern. Nässeschäden werden oft erst dann entdeckt, wenn bereits Holzbauteile aufquellen und sich Schimmel bildet oder bereits der Hausschwamm aus den Fugen wächst.

## Einbau

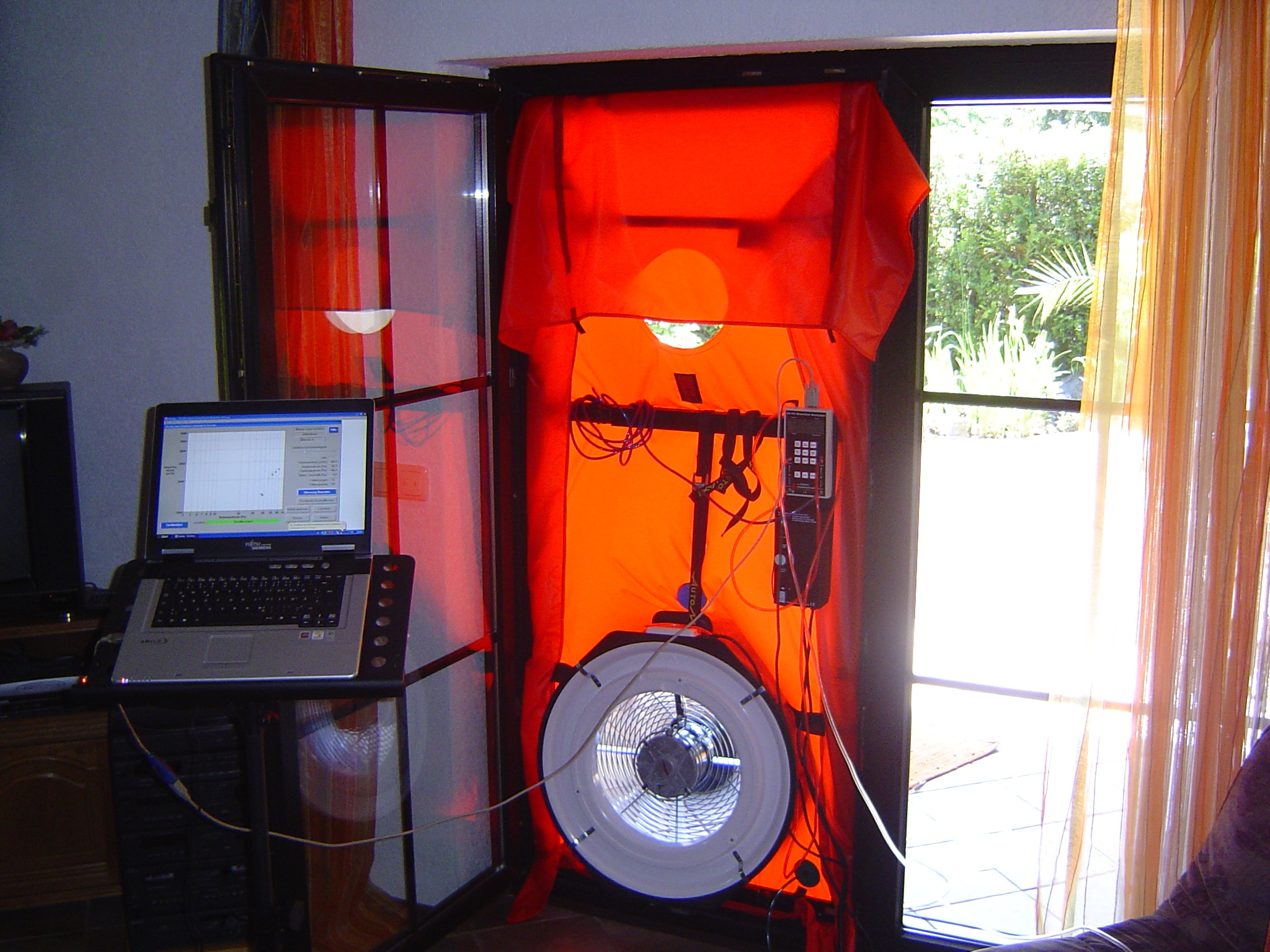
Differenzdruck-Messverfahren zum Prüfen der Funktion

Sowohl Dampfbremsen als auch Dampfsperren werden auf derjenigen Seite der Baukonstruktion angebracht, auf der in der Regel wärmere und feuchtere Luft vorherrscht.
In überwiegend beheizten Gebäuden ist das raumseitig, in äquatornahen tropischen Klimazonen hingegen auf der Außenseite der Wand- oder Dachkonstruktion, welche die Wärmedämmschicht enthält.
Um eine Durchfeuchtung der Wärmedämmung durch kondensierende Luftfeuchte zu vermeiden, müssen Dampfbremsen luftdicht ausgeführt werden. Schon wenige undichte Stellen (zum Beispiel an Kabeldurchlässen oder Steckdosen) machen eine Dampfbremse wirkungslos. Warme und feuchte Innenraumluft gelangt in die Dämmung, kühlt dort ab, und die in der Luft enthaltene Feuchtigkeit kondensiert in Form von Tauwasser. Der Wärmedurchlasswiderstand des durchfeuchteten Dämmmaterials verringert sich, wodurch sich die Kondensation weiter erhöhen kann. Wasserschäden und Schimmelbefall an der Bausubstanz sind mögliche Folgen.
Die ordnungsgemäße Dichtheit der Gebäudehülle wird mit einem Differenzdruck-Messverfahren nachgewiesen.
Bituminöse Dampfbremsen werden in der Regel in einem verklebten Schichtenaufbau hergestellt. Dieser kann vollflächig auf einer Trenn- oder Ausgleichsschicht, zum Beispiel Lochglasvlies-Bitumenbahn, oder im Falle einer sogenannten „ausgleichenden Dampfsperre“ in Form von lose verlegten, punkt- oder streifenweise aufgeschweißten oder mechanisch fixierten Bitumen-Schweiß- und Kaltselbstklebebahnen erfolgen. Kaltselbstklebebahnen werden unterseitig selbstklebend aufgebracht und Überdeckungsnähte mit einem Brenner verschweißt. Für Dampfbremsen aus Bitumen ist eine Mindestüberdeckung von 8 cm an Nähten und Stößen einzuhalten.
Dampfbremsen aus Kunststoffen, wie Polyethylen-Folien, werden zumeist lose verlegt. Auf rauen Oberflächen kann eine zusätzliche Ausgleichsschicht erforderlich sein. Im Dachbereich können sie durch die Auflast der Wärmedämmung beziehungsweise der Dachhaut fixiert werden. Nähte werden durch selbstklebende Nahtbänder, Heißluft oder Quellschweißungen verbunden.
Um eine Undichtigkeit zu vermeiden, sollte die Folie sorgfältig verklebt werden. Tackerklammern können zur Abdichtung durch ein zusätzliches Dichtband überdeckt werden.

### Wandanschluss
Ein luft- und dampfdichter Anschluss von flächigen Dampfbremsen an angrenzende Wände, Decken und sonstige Bauelemente mit rauen Oberflächen kann auf verschiedene Weise hergestellt werden:
- ein Kompriband wird zwischen Bauteiloberfläche und Dampfbremse angebracht und die Dampfbremse mithilfe einer aufgeschraubten Leiste an das Dichtband angepresst
- die Dampfbremse wird in eine durchgehende Raupe eines geeigneten dauerelastischen Dichtstoffs eingelegt (z. B. Silikon oder spezielles Acryl), gegebenenfalls ist eine zusätzliche Befestigung der Folie erforderlich
- die Folie wird mit einem speziellen Klebeband abgedichtet, welches durch seine Elastizität und Stärke der Klebeschicht für unebene und gegebenenfalls poröse Untergründe geeignet ist
- die Folie wird mit einer ausreichenden Überdeckung eingeputzt, erleichtert wird dies durch die Verwendung eines selbstklebenden Randstreifens, der sich durch ein Netzgewebe mit dem Putz verbindet
- die Folie wird mit einem Winkelprofil verklebt, welches selber mit der angrenzende Fläche luftdicht verbunden oder eingeputzt wird. Zum Einputzen stehen Winkelprofile mit einseitigem Rand aus Streckmetall zur Verfügung.

## Bad und Küche
Ebenso wie an kalten Glasflächen wird sich an schlecht oder mittelmäßig gedämmten Außenwänden, die mit Fliesen belegt sind, in der kalten Jahreszeit bei erhöhtem Feuchtigkeitsgehalt der Raumluft Kondenswasser bilden. Dies kann als Vorteil angesehen werden, da es Lüftungsbedarf signalisiert.
Sind Fenster und Wände gut gedämmt und die Außenwände vollflächig gefliest, so wird bei mangelnder Lüftung Wasserdampf in die Raumdecke diffundieren.
Insbesondere, wenn die Außenwand mit einer Innendämmung ausgestattet ist, die nicht im Deckenbereich fortgeführt wurde, kommt es durch die so entstandene Wärmebrücke zur Tauwasserbildung innerhalb der Deckenkonstruktion. Problematisch ist dies insbesondere bei Holzbalkendecken, deren Balkenköpfe und Streichbalken in der kalten Jahreszeit durchfeuchten können.
Ist eine schlecht oder mittelmäßig gedämmte Außenwand nicht vollständig mit Fliesen belegt, so kann der Feuchtegehalt der Außenwand bei mangelndem Lüftungsregime durch von innen eintretende Luftfeuchtigkeit im Winter deutlich zunehmen. Bei ungehinderter Kapillarität kann die Feuchtigkeit nach außen abgeführt werden und dort verdunsten. Bei mangelnder Kapillarität im äußeren Bereich des Wandaufbaus akkumuliert sich die Feuchtigkeit über den Winter und trocknet während des Sommers wieder aus. Da sich dabei der Wärmedämmwert der Wand im Winter deutlich reduziert, sollte dieser Situation durch eine innenseitig aufgebrachte Dampfbremse vorgebeugt werden.
Insbesondere gut feuchtespeichernde Lehm- und Gipsputze können akut anfallende Feuchtigkeitsmengen vorübergehend aufnehmen, so dass eine Erhöhung der Luftfeuchtigkeit durch das Kochen, Trocknen von Wäsche sowie Duschen und Baden kaum wahrgenommen wird. Dies trägt zwar zu einem ausgeglichenen Raumklima bei, zu beachten ist jedoch, dass die nun im Wand- und Deckenputz befindliche Feuchtigkeit anschließend durch Lüftungsmaßnahmen über einen längeren Zeitraum oder eine automatisierte Lüftungsanlage wieder abgeführt werden muss, um eine Akkumulation im Winterhalbjahr zu vermeiden. Soweit dies durch Lüftung oder Kapillarität im Wandaufbau nicht zu gewährleisten ist, sollte eine innenseitige Dampfbremse vorgesehen werden, um die Feuchtigkeitsaufnahme zu vermindern.

## Raumklima
Wenn auf der Innenseite der Dampfbremse noch weitere (raumabschließende) Bauteile mit einer Stärke von wenigstens 1,5 cm eingebaut werden, die zur Speicherung (Pufferung) von Feuchtigkeit fähig sind, beeinflusst die feuchtigkeitssperrende Wirkung der Dampfbremse das Raumklima für gewöhnlich nur minimal. Der Feuchtigkeitsausgleich durch Pufferwirkung geschieht überwiegend in den ersten ein bis zwei Zentimetern des Wandaufbaus, so dass eine dahinterliegende Dampfbremse kaum Einfluss auf kurzfristige Feuchtigkeitsschwankungen der Innenraumluft hat.
Die Menge der durch eine diffusionsoffene Bauteile wie z. B. Wände ins Freie gelangenden Feuchtigkeit ist sehr gering im Vergleich zur gewöhnlich durch die einfache Lüftung von Innenräumen hinaus transportierten Luftfeuchte.
Wenn ein deutlich erhöhter Feuchtigkeitsgehalt der Wand vorliegt, kann zusätzlich ein kapillarer Wassertransport innerhalb der Wand für eine Entfeuchtung sorgen.
Wenn keine kontrollierte Wohnraumlüftung oder zumindest ein Dunstabzug vorhanden ist und mit Feuchtigkeitseintrag in die Raumluft in größerem Umfang gerechnet wird, sollte darauf geachtet werden, dass der kapillare Feuchtigkeitstransport nicht durch Luftschichten im Wandaufbau oder als Kapillarsperre wirkende Schichten wie Dampfbremsfolien oder dichte Farbaufträge behindert wird. Andernfalls muss die Feuchtigkeitsabfuhr durch vermehrtes manuelles Lüften geschehen.